# Orphanides Magdolna
Orphanides Magdolna (Budapest, 1941. július 14. –) síelő, vitorlázó, gépészmérnök.

## Élete
1941. július 14-én született Budapesten, Orphanides János és Lenz Margit gyermekeként. 1961-ben érettségizett a Hámán Kató Leánygimnáziumban. 1967-ben gépészmérnöki diplomát szerzett a Budapesti Műszaki Egyetemen.
1956 és 1968 között a Budapesti Előre síelője és vitorlázója volt. 1957 és 1968 között a magyar sí válogatott-keret tagja volt. 1969-től Ausztrában, Halleinben él. Nyugdíjazásáig a Bosch AG Austria munkatársa volt, mint gépészmérnök.

## Sikerei, díjai

### Síelőként
- Ifjúsági országos bajnokság
  - bajnok:
    - 1957 – alpesi összetett, egyéni
    - 1961 – óriás-műlesiklás, egyéni
    - 1961 – alpesi összetett, egyéni
    - 1961 – lesiklás, csapat
    - 1961 – műlesiklás, csapat
- Mátra kupa
  - bajnok: 1958 – lesiklás, egyéni
- Országos bajnokság
  - bajnok:
    - 1962 – lesiklás, egyéni
    - 1963 – lesiklás, csapat
    - 1963 – óriás-műlesiklás, csapat

  - 2.:
    - 1961 – alpesi összetett, egyéni
    - 1963 – lesiklás, egyéni
    - 1963 – óriás-műlesiklás, egyéni

  - 3.:
    - 1961 – lesiklás
    - 1961 – óriás-műlesiklás
    - 1963 – alpesi összetett, egyéni

### Vitorlázóként
- Országos bajnokság
  - 2.: 1962 – női kalóz